# Formicàrids
Els formicàrids (Formicariidae) són una família d'ocells de l'ordre dels passeriformes pròpia de la zona neotropical. Aquesta família es compon de dos gèneres i dotze espècies.
Els estudis filogenètics moleculars van indicar que els Formicariidae, tenen el mateix ancestre comú parafilestisme, a jutjar per la comparació de diverses seqüències d'ADN mitocondrial i ADN nucelar.

## Morfologia
- Són aus de petites a mitjanes, que fan 10 - 24 cm de llargària.
- Tenen ales curtes i arrodonides, potes llargues i cua curta. Un gran cap amb ulls grans.
- El seu plomatge és predominantment de colors modests: marró, oliva, rogenc, negre i blanc.

## Hàbitat i distribució
Amb hàbits predominantment terrestres, viuen als boscos i selves de l'Amèrica tropical.

## Taxonomia
Segons la classificació del Congrés Ornitològic Internacional, la família està formada per dos gèneres amb 12 espècies:
- Gènere Chamaeza, amb 6 espècies.
- Gènere Formicarius, amb 6 espècies.